# Spis formatów plików dokumentów biurowych
Formaty plików dokumentów biurowych można podzielić na formaty przechowujące dokumenty tekstowe, arkusze kalkulacyjne i prezentacje.

## Dokumenty tekstowe
- TXT – dokument tekstowy – notatnik
- DOC – dokument Microsoft Word
- DOCM – dokument Microsoft Word 2007 z obsługą makr
- DOCX – dokument tekstowy WordProcessingML (Office Open XML)
- DOT – szablon Microsoft Word
- DOTX – szablon WordProcessing ML (Office Open XML)
- MCW – dokument Microsoft Word dla Macintosh (wersje 4.0 – 5.1)
- ODT – dokument tekstowy OpenDocument
- OTT – szablon dokumentu tekstowego OpenDocument
- PAGES – dokument Apple Pages z pakietu iWork (wersje '06 – '09)
- RTF – dokument Rich Text Format
- STW – szablon dokumentu tekstowego StarOffice/OpenOffice.org/NeoOffice
- SXW – dokument tekstowy StarOffice/OpenOffice.org/NeoOffice
- WPS – dokument Microsoft Works
- WPT – szablon Microsoft Works
- WRI – dokument Microsoft Write
- ABW – dokument AbiWord
- ZABW – dokument AbiWord

## Arkusze kalkulacyjne
- 123 – Lotus 1-2-3
- CSV – tekst rozdzielony przecinkami
- ET  – arkusz kalkulacyjny WPS Spreadsheets
- ETT  – szablon arkusza kalkulacyjnego WPS Spreadsheets
- NUMBERS – skoroszyt Apple Numbers z pakietu iWork (wersje '06 – '09)
- ODS – arkusz kalkulacyjny OpenDocument
- OTS – szablon arkusza kalkulacyjnego OpenDocument
- STC – szablon StarOffice/OpenOffice.org 1.*
- SXC – arkusz kalkulacyjny StarOffice/OpenOffice.org 1.*
- WK1 – Lotus 1-2-3 aż do wersji 2.01
- WK3 – Lotus 1-2-3 wersja 3.0
- WK4 – Lotus 1-2-3 wersja 4.0
- WKS – Lotus 1-2-3
- XLW – skoroszyt Microsoft Excel (wersja 4.0)
- XLR – Microsoft Works wersja 6.0
- XLS – skoroszyt Microsoft Excel (97-2003)
- XLA – dodatek Microsoft Excel (97-2003)
- XLT – szablon Microsoft Excel (97-2003)
- XLK – kopia zapasowa skoroszytu Microsoft Excel (97-2003)
- XLSX – skoroszyt arkusza kalkulacyjnego SpreadsheetML (Office Open XML)
- XLSM – skoroszyt arkusza kalkulacyjnego SpreadsheetML z obsługą makr (Office Open XML)
- XLSB – binarny skoroszyt Microsoft Excel  od wersji 2007
- XLTX – szablon arkusza kalkulacyjnego SpreadsheetML (Office Open XML)
- XLAM – dodatek Microsoft Excel  od wersji 2007 z obsługą makr
- XLTM – szablon arkusza kalkulacyjnego SpreadsheetML z obsługą makr (Office Open XML)

## Prezentacje multimedialne
- KEY – prezentacja Apple Keynote z pakietu iWork (wersje '06 – '09)
- ODP – prezentacja OpenDocument
- OTP – szablon prezentacji OpenDocument
- PPS – pokaz Microsoft PowerPoint
- PPT – prezentacja Microsoft PowerPoint
- PPTX – prezentacja PresentationML  (Office Open XML)
- STI – szablon prezentacji OpenOffice.org 1.*
- SXI – prezentacja OpenOffice.org 1.*